# Suisei (rymdsond)
Suisei är en obemannad japansk rymdsond som sköts upp med en M-3SII-2-raket från Kagoshima Space Center, den 18 augusti 1985.
Den passerade Halleys komet den 8 mars 1986. Den studerade kometens kärna och solvinden.
Suisei flög den 20 augusti 1992 förbi jorden, kort efter att den fått slut på bränsle. Tanken var att den skulle undersöka ytterligare två kometer, Giacobini-Zinners komet och Tempel-Tuttles komet, detta ställdes dock in.
Suisei var nästan identisk med sin kompanjon Sakigake.

### Fotnoter
1. ↑  ”NASA Space Science Data Coordinated Archive” (på engelska). NASA. https://nssdc.gsfc.nasa.gov/nmc/spacecraft/display.action?id=1985-073A. Läst 1 april 2020.